# 1. Tennis-Bundesliga (Herren 30) 2016
Die 1. Tennis-Bundesliga der Herren 30 wurde 2016 zum 13. Mal ausgetragen, mit einer Aufteilung in die beiden Gruppen Nord und Süd. In einer Finalrunde wurde die Deutsche Meisterschaft im Herren 30 Tennis entschieden.
Die Spiele der Gruppenphase wurden von Mai bis Juli 2016 ausgetragen. Die Finalrunde fand am 5. und am 6. September 2015 statt.

## Spieltage und Mannschaften
| Spieltage                                                                          | Spieltage                                                            |
| ---------------------------------------------------------------------------------- | -------------------------------------------------------------------- |
| 1. Spieltag: Nord: Sa., 4. Juni 2016, 13:00 Uhr und So., 5. Juni 2016, 11:00 Uhr   | Süd: So., 22. Mai 2016, 11:00 Uhr                                    |
| 2. Spieltag: Nord: Sa., 11. Juni 2016, 13:00 Uhr und So., 12. Juni 2016, 11:00 Uhr | Süd: So., 5. Juni 2016, 11:00 Uhr                                    |
| 3. Spieltag: Nord: Sa., 18. Juni 2016, 13:00 Uhr und So., 19. Juni 2016, 11:00 Uhr | Süd: So., 12. Juni 2016, 11:00 Uhr                                   |
| 4. Spieltag: Nord: Sa., 25. Juni 2016, 13:00 Uhr und So., 26. Juni 2016, 11:00 Uhr | Süd: So., 19. Juni 2016, 11:00 Uhr                                   |
| 5. Spieltag: Nord: So., 3. Juli 2016, 11:00 Uhr                                    | Süd: Sa., 25. Juni 2016, 12:00 Uhr und So., 26. Juni 2016, 11:00 Uhr |
| 6. Spieltag: Nord: Sa., 9. Juli 2016, 13:00 Uhr                                    | Süd: So., 3. Juli 2016, 11:00 Uhr                                    |
| 7. Spieltag: Nord: Sa., 16. Juli 2016, 13:00 Uhr                                   | Süd: So., 10. Juli 2016, 11:00 Uhr                                   |

| Mannschaften Nord             |
| ----------------------------- |
| Kölner THC Stadion Rot-Weiß   |
| Jacobi & Partner Ratingen (M) |
| RTHC Bayer Leverkusen         |
| TC Raadt e.V. Mülheim (A)     |
| TC Parkhaus Wanne-Eickel      |
| STV Wilhelmshaven (A)         |
| ETB SW Essen (A)              |

| Mannschaften Süd        |
| ----------------------- |
| TC Großhesselohe        |
| MTTC Iphitos München    |
| TC Thyrnau-Kellberg (A) |
| ST Lohfelden            |
| TC BW Villingen (A)     |
| TB Erlangen             |
| SC SaFo Frankfurt       |

## Finalrunde
|  | Halbfinale                | Halbfinale                    | Halbfinale | Halbfinale | Halbfinale |  |  | Finale                    | Finale                        | Finale | Finale | Finale |
|  |                           |                               |            |            |            |  |  |                           |                               |        |        |        |
|  |                           |                               |            |            |            |  |  |                           |                               |        |        |        |
|  | Jacobi & Partner Ratingen | Jacobi & Partner Ratingen (M) | 5          | 11         | 83         |  |  |                           |                               |        |        |        |
|  | MTTC Iphitos München      | MTTC Iphitos München          | 4          | 9          | 82         |  |  |                           |                               |        |        |        |
|  |                           |                               |            |            |            |  |  | Jacobi & Partner Ratingen | Jacobi & Partner Ratingen (M) | 5      | 11     | 91     |
|  |                           |                               |            |            |            |  |  | TC Bruckmühl-Feldkirchen  | TC Raadt e.V. Mülheim         | 4      | 9      | 85     |
|  | ST Lohfelden              | ST Lohfelden                  | 4          | 9          | 80         |  |  |                           |                               |        |        |        |
|  | TC Raadt e.V. Mülheim     | TC Raadt e.V. Mülheim         | 5          | 12         | 91         |  |  |                           |                               |        |        |        |
|  |                           |                               |            |            |            |  |  |                           |                               |        |        |        |

## 1. Tennis-Bundesliga (Herren 30) Nord

### Tabelle
|     | Mannschaft                    | Begegnungen | Punkte | Matches | Sätze | Spiele  |
| --- | ----------------------------- | ----------- | ------ | ------- | ----- | ------- |
| 01. | Jacobi & Partner Ratingen (M) | 6           | 12:00  | 35:19   | 76:45 | 533:404 |
| 02. | TC Raadt e.V. Mülheim (A)     | 6           | 10:02  | 38:16   | 79:38 | 535:374 |
| 03. | RTHC Bayer Leverkusen         | 6           | 06:06  | 28:26   | 65:55 | 503:416 |
| 04. | TC Parkhaus Wanne-Eickel      | 6           | 06:06  | 25:29   | 54:61 | 424:458 |
| 05. | STV Wilhelmshaven (A)         | 6           | 04:08  | 25:29   | 57:66 | 438:512 |
| 06. | Kölner THC Stadion Rot-Weiß   | 6           | 02:10  | 26:28   | 56:66 | 435:507 |
| 07. | ETB SW Essen (A)              | 6           | 02:10  | 12:42   | 34:90 | 384:581 |

|     | Qualifikation für die Finalrunde                 |
|     | Abstieg in die Tennis-Regionalliga der Herren 30 |
| (M) | amtierender Deutscher Meister der Herren 30      |
| (A) | Aufsteiger aus der Tennis-Regionalliga           |

### Mannschaftskader
| Pos. | Name               |
| ---- | ------------------ |
| 1    | Ivan Bjelica       |
| 2    | Stefan Koubek      |
| 3    | Boy Wijnmalen      |
| 4    | Jeroen Masson      |
| 5    | Marc Leimbach      |
| 6    | Robert Messling    |
| 7    | Holger Zühlsdorff  |
| 8    | Barry Fulcher      |
| 9    | Carsten Gröger     |
| 10   | Jens Jensen        |
| 11   | Alexander Bartusch |
| 12   | Daniel Meier       |
| 13   | Manuel Heise       |
| 14   |                    |

| Pos. | Name              |
| ---- | ----------------- |
| 1    | Boy Westerhof     |
| 2    | Stefan Wauters    |
| 3    | Ivaylo Traykov    |
| 4    | Michel Koning     |
| 5    | Remco Pondman     |
| 6    | Nikos Rovas       |
| 7    | Floris Kilian     |
| 8    | Harold Jans       |
| 9    | Maarten Kamermans |
| 10   | Ivaylo Trifonov   |
| 11   | Volker Hoppe jr.  |
| 12   |                   |
| 13   |                   |
| 14   |                   |

| Pos. | Name                  |
| ---- | --------------------- |
| 1    | Alessio di Mauro      |
| 2    | Francesco Aldi        |
| 3    | Giancarlo Petrazzuolo |
| 4    | Martijn van Haasteren |
| 5    | Benjamin Kohllöffel   |
| 6    | Ulrich Tippenhauer    |
| 7    | Arnd Caspari          |
| 8    | Daniel Rheydt         |
| 9    | Volker Kaupert        |
| 10   | Andreas Speer         |
| 11   | Christian Meier       |
| 12   | Mark Gienke           |
| 13   | Rüdiger Künzler       |
| 14   | Dirk Olefs            |

| Pos. | Name                 |
| ---- | -------------------- |
| 1    | Maxime Bonami        |
| 2    | Tero Vilen           |
| 3    | Cederic Pruchniewski |
| 4    | Janosch Blaha        |
| 5    | Frank Ehlert         |
| 6    | Mariusz Zielinski    |
| 7    | Tobias Siechau       |
| 8    | Jan Niklas           |
| 9    | Jan-Christopher Jung |
| 10   | Johannes Schneider   |
| 11   | Stefan Helka         |
| 12   | Niels Polenz         |
| 13   | Dennis Fudicar       |
| 14   | Ralph Beilebens      |

| Pos. | Name                  |
| ---- | --------------------- |
| 1    | Michal Mertiňák       |
| 2    | Gorka Fraile          |
| 3    | Victor Bruthans       |
| 4    | František Polyak      |
| 5    | Javier Martinez Baena |
| 6    | Mirko Bathelt         |
| 7    | Benjamin Birkmann     |
| 8    | Petr Kralert          |
| 9    | Daniel Ungar          |
| 10   | Lars Mosel            |
| 11   | Arnd Grefe            |
| 12   | Thomas Stolte         |
| 13   | Christian Bathelt     |
| 14   | Christian Sünnbold    |

| Pos. | Name                  |
| ---- | --------------------- |
| 1    | Roberto Menendez      |
| 2    | Giuseppe Menga        |
| 3    | Lars Weyen            |
| 4    | Stefan Kirsch         |
| 5    | Thomas Olschewski     |
| 6    | Anish Thomas Pulickal |
| 7    | Danny Kubasik         |
| 8    | Ron Röhrig            |
| 9    | Holger Dimster        |
| 10   | Boris Krumm           |
| 11   | Carsten Neuhaus       |
| 12   | Felix Pritzkow        |
| 13   | Tim Jäger             |
| 14   | Ramon Winkens         |

| Pos. | Name             |
| ---- | ---------------- |
| 1    | Axel Pretzsch    |
| 2    | Uwe Kaundinya    |
| 3    | Alexander Mühler |
| 4    | Dennis Kockx     |
| 5    | Michael Hörsch   |
| 6    | Jeroen Heinhuis  |
| 7    | Mirco Heinzinger |
| 8    | Manuel Pfeiffer  |
| 9    | Kolja Riegels    |
| 10   | Kai Becker       |
| 11   | Jürgen Bakin     |
| 12   | Dominik Thomas   |
| 13   | Jan-Peter Gehm   |
| 14   | Jan Thomas       |

### Ergebnisse
| Datum/Uhrzeit            | Heimmannschaft              | Gastmannschaft              | Matches | Sätze | Spiele |
| ------------------------ | --------------------------- | --------------------------- | ------- | ----- | ------ |
| Sa., 4. Juni 2016 13:00  | Jacobi & Partner Ratingen   | STV Wilhelmshaven           | 06:03   | 14:06 | 99:56  |
| So., 5. Juni 2016 11:00  | TC Parkhaus Wanne-Eickel 1  | Kölner THC Stadion Rot-Weiß | 05:04   | 11:08 | 84:68  |
| So., 5. Juni 2016 11:00  | TC Raadt e.V. Mülheim       | RTHC Bayer Leverkusen       | 08:01   | 16:02 | 98:50  |
| So., 5. Juni 2016 11:00  | ETB SW Essen                | spielfrei                   |         |       |        |
| Sa., 11. Juni 2016 13:00 | STV Wilhelmshaven           | TC Raadt e.V. Mülheim       | 03:06   | 09:14 | 70:98  |
| So., 12. Juni 2016 11:00 | ETB SW Essen                | Jacobi & Partner Ratingen   | 01:08   | 04:17 | 58:108 |
| So., 12. Juni 2016 11:00 | Kölner THC Stadion Rot-Weiß | RTHC Bayer Leverkusen       | 06:03   | 12:08 | 84:82  |
| So., 12. Juni 2016 11:00 | TC Parkhaus Wanne-Eickel 1  | spielfrei                   |         |       |        |
| Sa., 18. Juni 2016 13:00 | TC Raadt e.V. Mülheim       | TC Parkhaus Wanne-Eickel 1  | 07:02   | 14:04 | 89:33  |
| So., 19. Juni 2016 11:00 | RTHC Bayer Leverkusen       | ETB SW Essen                | 08:01   | 17:02 | 106:57 |
| So., 19. Juni 2016 11:00 | Jacobi & Partner Ratingen   | Kölner THC Stadion Rot-Weiß | 05:04   | 13:08 | 94:61  |
| So., 19. Juni 2016 11:00 | STV Wilhelmshaven           | spielfrei                   |         |       |        |
| Sa., 25. Juni 2016 13:00 | TC Parkhaus Wanne-Eickel 1  | Jacobi & Partner Ratingen   | 04:05   | 08:10 | 75:79  |
| So., 26. Juni 2016 11:00 | Kölner THC Stadion Rot-Weiß | TC Raadt e.V. Mülheim       | 04:05   | 08:10 | 65:75  |
| So., 26. Juni 2016 11:00 | ETB SW Essen                | STV Wilhelmshaven           | 02:07   | 05:14 | 59:87  |
| So., 26. Juni 2016 11:00 | RTHC Bayer Leverkusen       | spielfrei                   |         |       |        |
| So., 3. Juli 2016 11:00  | Jacobi & Partner Ratingen   | TC Raadt e.V. Mülheim       | 05:04   | 10:09 | 88:79  |
| So., 3. Juli 2016 11:00  | STV Wilhelmshaven           | RTHC Bayer Leverkusen       | 03:06   | 08:13 | 66:97  |
| So., 3. Juli 2016 11:00  | ETB SW Essen                | TC Parkhaus Wanne-Eickel 1  | 02:07   | 06:15 | 62:96  |
| So., 3. Juli 2016 11:00  | Kölner THC Stadion Rot-Weiß | spielfrei                   |         |       |        |
| Sa., 9. Juli 2016 13:00  | TC Parkhaus Wanne-Eickel 1  | STV Wilhelmshaven           | 05:04   | 11:08 | 90:67  |
| Sa., 9. Juli 2016 13:00  | RTHC Bayer Leverkusen       | Jacobi & Partner Ratingen   | 03:06   | 10:12 | 75:65  |
| Sa., 9. Juli 2016 13:00  | Kölner THC Stadion Rot-Weiß | ETB SW Essen                | 04:05   | 11:12 | 88:80  |
| Sa., 9. Juli 2016 13:00  | TC Raadt e.V. Mülheim       | spielfrei                   |         |       |        |
| Sa., 16. Juli 2016 13:00 | TC Raadt e.V. Mülheim       | ETB SW Essen                | 08:01   | 16:05 | 96:68  |
| Sa., 16. Juli 2016 13:00 | STV Wilhelmshaven           | Kölner THC Stadion Rot-Weiß | 05:04   | 12:09 | 92:69  |
| Sa., 16. Juli 2016 13:00 | RTHC Bayer Leverkusen       | TC Parkhaus Wanne-Eickel 1  | 07:02   | 15:05 | 93:46  |
| Sa., 16. Juli 2016 13:00 | Jacobi & Partner Ratingen   | spielfrei                   |         |       |        |

## 1. Tennis-Bundesliga (Herren 30) Süd

### Tabelle
|     | Mannschaft           | Begegnungen | Punkte | Matches | Sätze | Spiele  |
| --- | -------------------- | ----------- | ------ | ------- | ----- | ------- |
| 01. | ST Lohfelden         | 6           | 12:00  | 45:9    | 94:27 | 602:330 |
| 02. | MTTC Iphitos München | 6           | 08:04  | 33:21   | 70:45 | 528:413 |
| 03. | TC Großhesselohe     | 6           | 06:06  | 26:28   | 60:65 | 497:523 |
| 04. | TC Thyrnau-Kellberg  | 6           | 06:06  | 25:29   | 58:63 | 495:500 |
| 05. | SC SaFo Frankfurt    | 6           | 06:06  | 25:29   | 57:67 | 464:520 |
| 06. | TC BW Villingen      | 6           | 04:08  | 26:28   | 57:63 | 488:500 |
| 07. | TB Erlangen          | 6           | 00:12  | 9:45    | 28:94 | 302:590 |

|     | Qualifikation für die Finalrunde                 |
|     | Abstieg in die Tennis-Regionalliga der Herren 30 |
| (M) | amtierender Deutscher Meister der Herren 30      |
| (A) | Aufsteiger aus der Tennis-Regionalliga           |

### Mannschaftskader
| Pos. | Name              |
| ---- | ----------------- |
| 1    | Martin Slanar     |
| 2    | Adrians Zguns     |
| 3    | Rok Jarc          |
| 4    | Martin Kares      |
| 5    | Christopher Amend |
| 6    | Martin Boulnois   |
| 7    | Timo Goebel       |
| 8    | Christoph Bühren  |
| 9    | Mirco Wenderoth   |
| 10   | Nico Henkel       |
| 11   | Ivan Mandic       |
| 12   | Julian Aust       |
| 13   | Eike Goebel       |
| 14   | Thomas Hertha     |

| Pos. | Name                   |
| ---- | ---------------------- |
| 1    | Dieter Kindlmann       |
| 2    | Óscar Hernández        |
| 3    | Alexander Waske        |
| 4    | Lars Uebel             |
| 5    | Benedikt Dorsch        |
| 6    | Emilio Benfele Álvarez |
| 7    | Michael Kohlmann       |
| 8    | Markus Hipfl           |
| 9    | Björn Krenzer          |
| 10   | Uli Kiendl             |
| 11   | Fabian Ziemer          |
| 12   | Marco Knobloch         |
| 13   | Andre Soulier          |
| 14   | Fabian Schmid          |

| Pos. | Name                |
| ---- | ------------------- |
| 1    | Giovanni Lapentti   |
| 2    | Thomas Schiessling  |
| 3    | Martin Wetzel       |
| 4    | Marc Senkbeil       |
| 5    | Ingo Neumüller      |
| 6    | Moritz Trüg         |
| 7    | Dominik Hansen      |
| 8    | Jan Hansen          |
| 9    | Benedikt Nürnberger |
| 10   | Thomas Vogl         |
| 11   | Tobias Tritsch      |
| 12   | Dominic Metzger     |
| 13   | Jaro Becka          |
| 14   | Florian Heiss       |

| Pos. | Name                 |
| ---- | -------------------- |
| 1    | Radim Zitko          |
| 2    | Peter Miklusicak     |
| 3    | Henrik Kula          |
| 4    | Christian Schmeizl   |
| 5    | Johannes Oberneder   |
| 6    | Hannes Wagner        |
| 7    | Rainer Sitter        |
| 8    | Andreas Kopp         |
| 9    | Michael Stefan       |
| 10   | Andreas Hanus        |
| 11   | Thomas Lanzerstorfer |
| 12   | Wilfried Kühberger   |
| 13   | Lukas Labitsch       |
| 14   | Jozef Maras          |

| Pos. | Name                |
| ---- | ------------------- |
| 1    | Philipp Marx        |
| 2    | Carlos Rexach Itoiz |
| 3    | Charles Roche       |
| 4    | Charly Villeneuve   |
| 5    | Jakub Herm-Zahlava  |
| 6    | Fredrik Loven       |
| 7    | Daniel Puttkammer   |
| 8    | Markus Kämpfer      |
| 9    | Marco Blohm         |
| 10   | Benedikt Stronk     |
| 11   | Moritz Szelzki      |
| 12   | Florian Halb        |
| 13   | Alexander Duckwitz  |
| 14   | Mark Reinhard       |

| Pos. | Name                  |
| ---- | --------------------- |
| 1    | Philipp Müllner       |
| 2    | Jiri Vencl            |
| 3    | Dominik Adelhardt     |
| 4    | Michael Heppler       |
| 5    | Eldar Mustafic        |
| 6    | Patrick Erhardt       |
| 7    | Alexander Ruf         |
| 8    | Tobias Storz          |
| 9    | Stefan Hauser         |
| 10   | Christian Rudel       |
| 11   | Fabian Schifferdecker |
| 12   | Thomas Hipp           |
| 13   | Stefan Schülli        |
| 14   | Thomas Messmer        |

| Pos. | Name                  |
| ---- | --------------------- |
| 1    | Richard Drazny        |
| 2    | Peter Svabik          |
| 3    | Martin Allinger       |
| 4    | Christoph Schneider   |
| 5    | Robin Frühwacht       |
| 6    | Holger Schmitt        |
| 7    | Christian Scherer     |
| 8    | Wojtek Kowalski       |
| 9    | Helge Capell          |
| 10   | Christian Wust        |
| 11   | Igor Branisa          |
| 12   | Andreas Weidemann     |
| 13   | Christian Mertens     |
| 14   | Florent Deschuyteneer |

### Ergebnisse
| Datum/Uhrzeit            | Heimmannschaft       | Gastmannschaft       | Matches | Sätze | Spiele |
| ------------------------ | -------------------- | -------------------- | ------- | ----- | ------ |
| So., 22. Mai 2016 11:00  | ST Lohfelden         | TC Thyrnau-Kellberg  | 08:01   | 16:03 | 104:55 |
| So., 22. Mai 2016 11:00  | MTTC Iphitos München | TC BW Villingen 1    | 09:00   | 18:00 | 111:63 |
| So., 22. Mai 2016 11:00  | SC SaFo Frankfurt    | TC Großhesselohe     | 04:05   | 09:11 | 85:82  |
| So., 22. Mai 2016 11:00  | TB Erlangen          | spielfrei            |         |       |        |
| So., 5. Juni 2016 11:00  | SC SaFo Frankfurt    | TB Erlangen          | 08:01   | 16:05 | 97:65  |
| So., 5. Juni 2016 11:00  | TC Großhesselohe     | MTTC Iphitos München | 03:06   | 06:13 | 73:100 |
| So., 5. Juni 2016 11:00  | TC Thyrnau-Kellberg  | TC BW Villingen 1    | 01:08   | 05:16 | 70:104 |
| So., 5. Juni 2016 11:00  | ST Lohfelden         | spielfrei            |         |       |        |
| So., 12. Juni 2016 11:00 | TB Erlangen          | TC Thyrnau-Kellberg  | 01:08   | 04:16 | 48:95  |
| So., 12. Juni 2016 11:00 | MTTC Iphitos München | ST Lohfelden         | 01:08   | 03:17 | 57:107 |
| So., 12. Juni 2016 11:00 | TC BW Villingen 1    | SC SaFo Frankfurt    | 04:05   | 10:11 | 81:92  |
| So., 12. Juni 2016 11:00 | TC Großhesselohe     | spielfrei            |         |       |        |
| So., 19. Juni 2016 11:00 | TC Großhesselohe     | TC BW Villingen 1    | 08:01   | 17:04 | 111:64 |
| So., 19. Juni 2016 11:00 | TC Thyrnau-Kellberg  | SC SaFo Frankfurt    | 04:05   | 10:10 | 98:87  |
| So., 19. Juni 2016 11:00 | TB Erlangen          | ST Lohfelden         | 02:07   | 05:15 | 46:97  |
| So., 19. Juni 2016 11:00 | MTTC Iphitos München | spielfrei            |         |       |        |
| Sa., 25. Juni 2016 12:00 | SC SaFo Frankfurt    | MTTC Iphitos München | 03:06   | 07:13 | 52:88  |
| So., 26. Juni 2016 11:00 | ST Lohfelden         | TC Großhesselohe     | 08:01   | 17:03 | 107:53 |
| So., 26. Juni 2016 11:00 | TC BW Villingen 1    | TB Erlangen          | 09:00   | 18:01 | 108:35 |
| So., 26. Juni 2016 11:00 | TC Thyrnau-Kellberg  | spielfrei            |         |       |        |
| So., 3. Juli 2016 11:00  | TB Erlangen          | TC Großhesselohe     | 04:05   | 11:13 | 79:97  |
| So., 3. Juli 2016 11:00  | TC Thyrnau-Kellberg  | MTTC Iphitos München | 06:03   | 13:07 | 89:76  |
| So., 3. Juli 2016 11:00  | TC BW Villingen 1    | ST Lohfelden         | 04:05   | 09:11 | 68:81  |
| So., 3. Juli 2016 11:00  | SC SaFo Frankfurt    | spielfrei            |         |       |        |
| So., 10. Juli 2016 11:00 | TC Großhesselohe     | TC Thyrnau-Kellberg  | 04:05   | 10:11 | 81:88  |
| So., 10. Juli 2016 11:00 | ST Lohfelden         | SC SaFo Frankfurt    | 09:00   | 18:04 | 106:51 |
| So., 10. Juli 2016 11:00 | MTTC Iphitos München | TB Erlangen          | 08:01   | 16:02 | 96:29  |
| So., 10. Juli 2016 11:00 | TC BW Villingen 1    | spielfrei            |         |       |        |